# Депортиво Гарсиласо
«Депортиво Гарсиласо» (исп. Club Deportivo Garcilaso) — перуанский футбольный клуб из города Куско. Клуб был основан в 1957 году и выступает в Кубке Перу по футболу.

## История
Давним и принципиальным соперником Депортиво Гарсиласо является более успешный клуб из Куско «Сьенсиано», выступающий в главной лиге Перу по футболу. Депортиво же играет в третьем по значимости турнире Перу — Кубке Перу. Его достижения в этом соревновании за последние годы выглядят следующим образом: в Кубке Перу 2000 года они добрались до 1/4 финала, где уступили «Коронель Болоньеси», в 2003 году — вновь до 1/4 финала, где не смогли пройти «Депортиво Энерсур», в 2007 году они проиграли «Унион Минас де Оркопампа» в 1/8 финала.

## Стадион
Депортиво Гарсиласо проводит свои домашние матчи на стадионе Гарсиласо де ла Вега в Куско, названного в честь Инки Гарсиласо де ла Вега, знаменитого перуанского историка XVI века. Первоначально, построенный в 1950 году, он вмещал 22 000 зрителей и имел беговые дорожки. В 2004 году его вместительность изменилась до 42 000, были убраны беговые дорожки, этой реконструкции он подвергся из-за того, что «Сьенсиано» принимал участие в международных турнирах и на этом стадионе должен был пройти матч за третье место на предстоящем Кубке Америки по футболу 2004.

## Достижения
- Региональный этап Кубка Перу: Регион VII: 2

Победитель (2): 2000, 2003
Финалист (2): 1998, 2001
- Региональный этап Кубка Перу: Регион VIII: 1

Победитель (1): 2007
- Лига департамента Куско: 11

Победитель (11): 1970, 1993, 1994, 1996, 1998, 2000, 2001, 2003, 2004, 2005, 2007, 2008
Финалист (1): 2009
- Лига провинции Куско: 1

Победитель (1): 2012
- Лига округа Куско: 2

Победитель (2): 2011, 2012
Финалист (2): 2010, 2013